# Siły Zbrojne Luksemburga
Siły Zbrojne Luksemburga (luks. Lëtzebuerger Arméi, fr. Armée luxembourgeoise, niem. Luxemburgische Armee) – siły i środki wydzielone przez Luksemburg do zabezpieczenia własnych interesów i prowadzenia walki zbrojnej zarówno na jej terytorium oraz poza nim. Składają się tylko z wojsk lądowych. Od 1967 roku służba wojskowa w Luksemburgu jest ochotnicza. W skład Sił Zbrojnych Luksemburga wchodzi (2011) 450 zawodowych żołnierzy, około 340 rekrutów i 100 pracowników cywilnych.  Głównodowodzącym jest Wielki Książę, ale codzienna odpowiedzialność za sprawy obronne spoczywa na ministrze obrony.
Od 1994 r. Luksemburg uczestniczy w Eurokorpusie, brał udział też w misjach UNPROFOR i IFOR w byłej Jugosławii, niewielki kontyngent bierze udział w natowskiej misji SFOR w Bośni. Luksemburscy żołnierze zostali również wysłani do Afganistanu by wspierać ISAF.

## Armia Luksemburga
Armia Luksemburga ma cztery formacje będące pod kontrolą Centrum Wojskowego.

### Kompania A
Kompania A jest pierwszą z dwóch kompanii strzeleckich. Jest luksemburskim kontyngentem do Eurokorpusu. Kompania składa się z czterech plutonów: plutonu dowodzenia, plutonu przeciwpancernego wyposażonego w wyrzutnie pocisków TOW i dwóch plutonów strzeleckich.

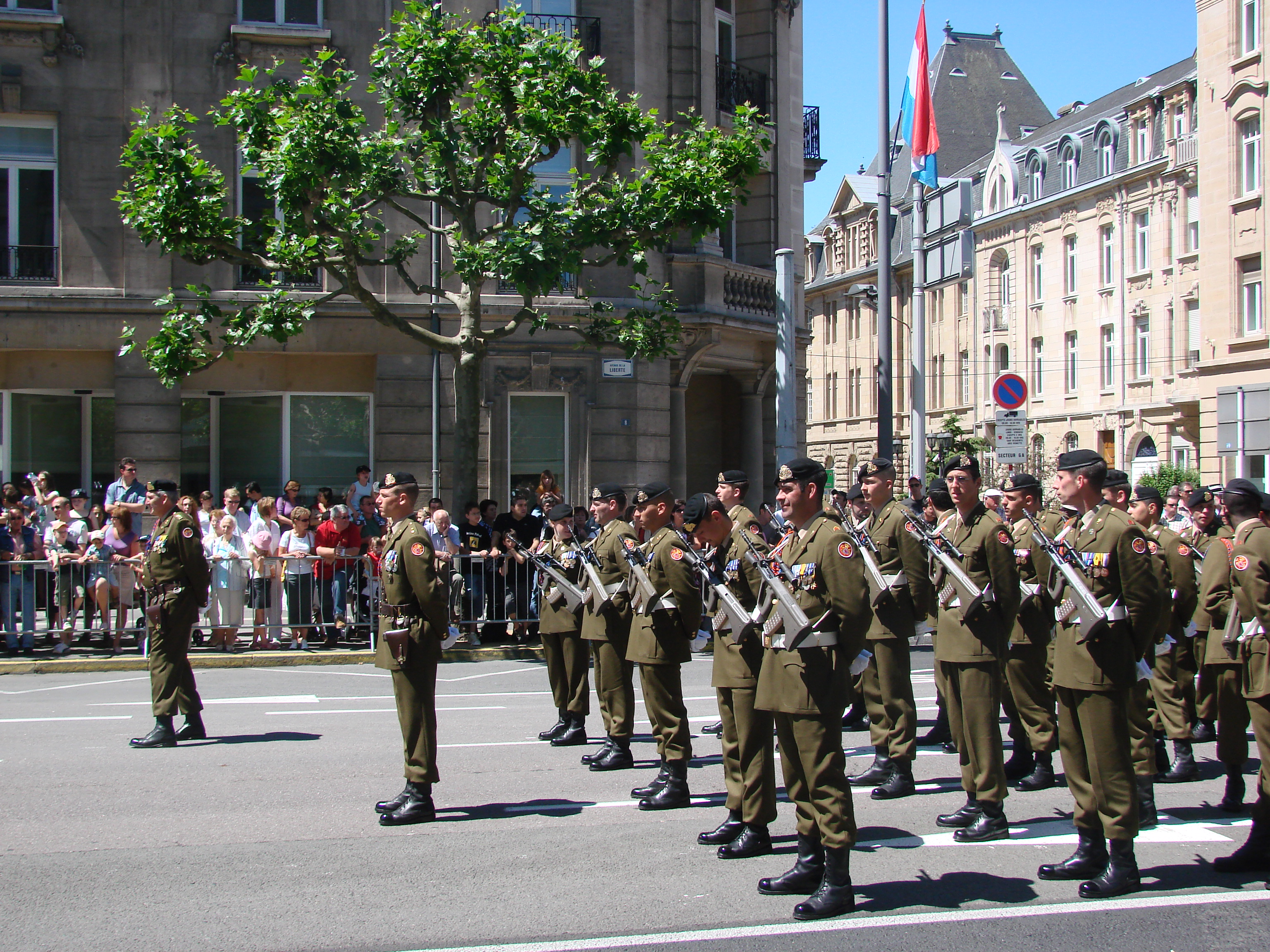
Żołnierze luksemburscy podczas święta narodowego

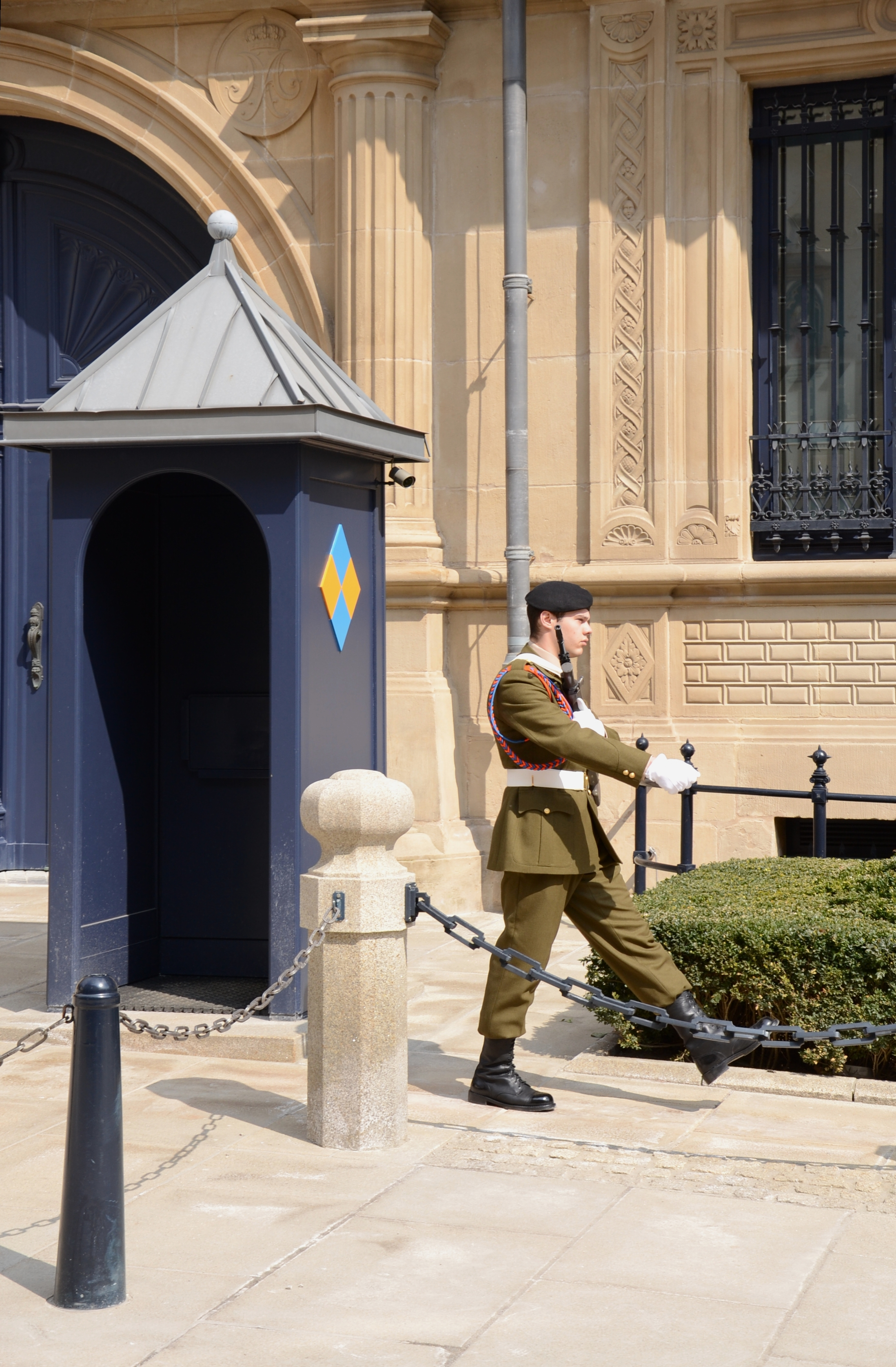
Żołnierz luksemburski na warcie przed Pałacem Wielkiego Księcia w mieście Luksemburg

### Kompania B
Kompania B jest jednostką edukacyjną, prowadzi różne kursy dla personelu.

### Kompania dowodzenia i szkolenia
Kompania dowodzenia i szkolenia jest główną jednostką szkoleniową armii luksemburskiej, odpowiada za:
- szkolenie podstawowe
- szkolenie kierowców
- trening sprawności fizycznej

### Kompania D
Kompania D to druga kompania strzelecka. Jest luksemburskim wkładem do sił NATO jako Luksemburska Kompania Rozpoznawcza. Jej struktura jest identyczna jak kompanii A.

## Uzbrojenie i wyposażenie

### Broń strzelecka
- 9 mm pistolet Glock 17[5]
- 5,56 mm karabin Steyr AUG
- 7,62 mm karabin maszynowy FN MAG
- 12,7 mm karabin maszynowy M2

### Uzbrojenie przeciwpancerne i artyleria
- granatnik M72 LAW
- ppk BGM-71 TOW
- 105 mm haubica do celów ceremonialnych

### Pojazdy

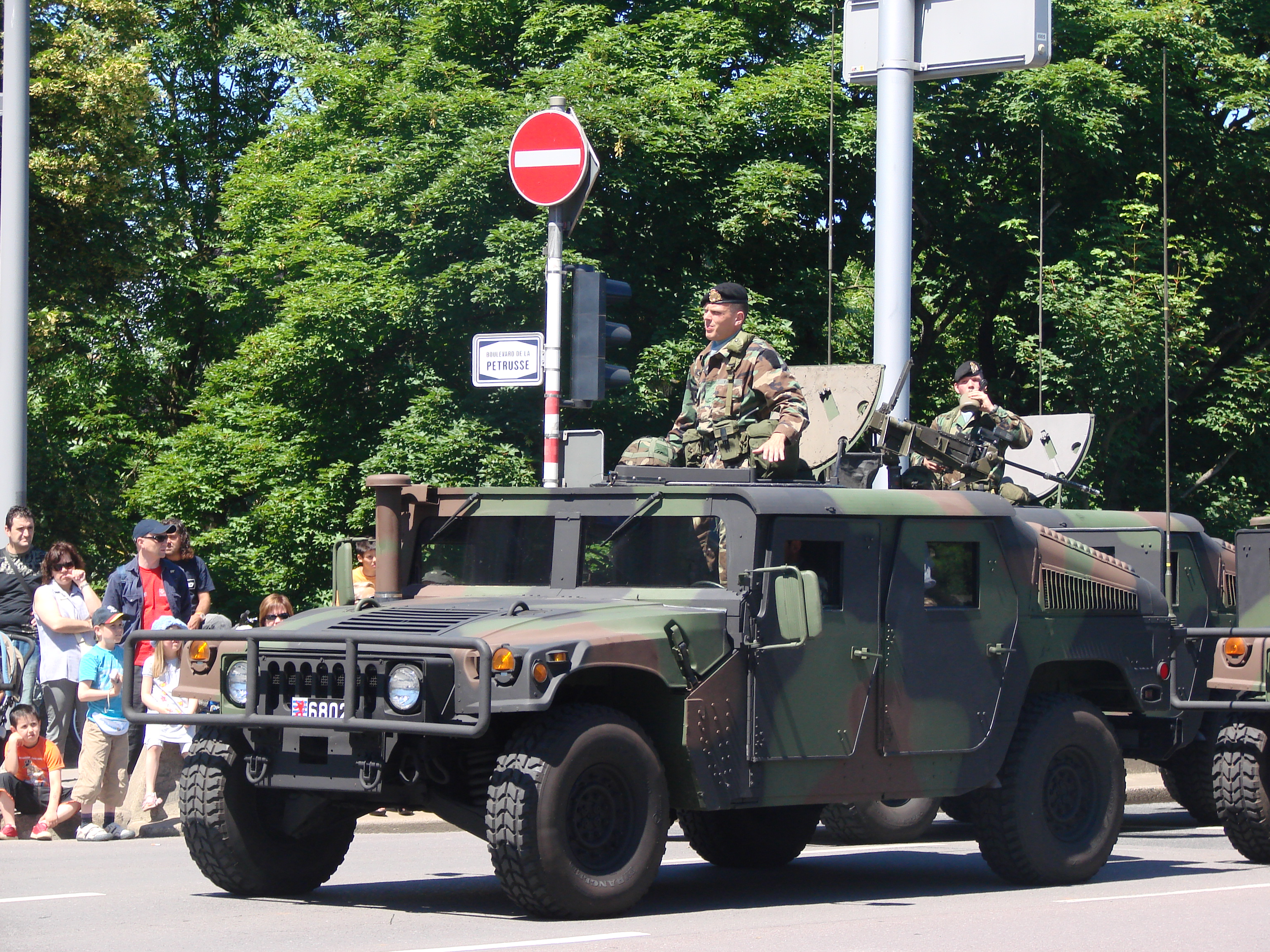
Luksemburski Humvee

- Humvee
- Dingo 2 PRV[6]
- Mercedes klasy G AMG
- MAN 4T
- Volkswagen Amarok[7]

### Statki powietrzne
Rząd Luksemburga zamówił jeden samolot transportowy Airbus A400M. 21 marca 2018 roku minister finansów Etienne Schneider podał do publicznej wiadomości informacji o podpisaniu kontraktu na zakup pięciu śmigłowców produkcji Airbusa. Trzy z nich mają trafić do lotnictwa armii, a dwa lotnictwa policji. W Luksemburgu zarejestrowanych jest 20 samolotów należących do NATO które stacjonują w niemieckim Geilenkirchen:
- 3 zmodyfikowane samoloty Boeing 707-320C
- 17 Boeing E-3 Sentry AWACS